# 小淵村
小淵村（おぶちむら）は、神奈川県津久井郡に存在した村。現在の相模原市緑区北部に位置した。

## 地理
- 山：鷹取山
- 川：相模川、境川

## 歴史
- 1889年（明治22年）4月1日 - 町村制の施行により小淵村が単独村制。沢井村、吉野駅との町村組合が発足し、組合役場を吉野駅に設置。
- 1954年（昭和29年）7月15日 - 吉野町・沢井村と合併し、改めて吉野町が発足。同日小淵村廃止。大字小淵が大字小渕となる。
- 1955年（昭和30年）7月20日 - 吉野町が佐野川村・名倉村・日連村・牧野村と合併して藤野町が発足。
- 2007年（平成19年）3月11日 - 藤野町が相模原市に編入。
- 2010年（平成22年）4月1日 - 相模原市が政令指定都市に移行し、旧村域が緑区となる。

## 交通

### 鉄道路線
- 日本国有鉄道（現東日本旅客鉄道）
  - 中央本線：藤野駅

### 道路
- 国道20号（甲州街道）